# Estación Hualqui
Estación La Leonera är en järnvägsstation i Hualqui, strax utanför Concepción i Chile. Vid denna station trafikeras ett regionaltåg som förbinder Talcahuano och Concepción med La Laja, Talcamávida och Renaico (linjen kallas ofta "Corto Laja") samt även pendeltågen på Biotrén, ett pendeltågssystem som trafikerar Concepción och närliggande kommuner.
Stationen ligger centrala Hualqui och öppnades redan år 1873 och renoverades senast år 2001.Linje 1 i Biotréns pendeltågssystem trafikerar stationen, där stationen är ändstation på linje 1 och föregås närmast av Estación La Leonera i riktning mot Talcahuano-El Arenal.

## Källa
Den här artikeln är helt eller delvis baserad på material från spanskspråkiga Wikipedia.